# قهرمان!
قهرمان! (انگلیسی: !Hero)
قهرمان تک‌آهنگی در سبک اپرای راک می‌باشد در مورد پیامبر مسیحیان یعنی عیسی که سوالاتی در مورد تولد او پرسیده شده است. این تک‌آهنگ در شهر بتلهم، پنسیلوانیا در ایالت متحده آمریکا نواخته شده است.